# Bojan Penew

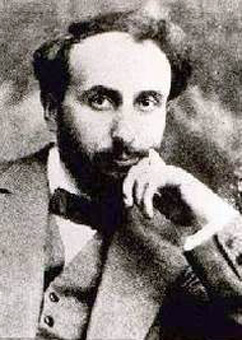
Bojan Penew

Bojan Penew, eigentlich Bojan Penew Nikolow (bulgarisch Боян Пенев; * 27. April 1882 in Schumen; † 25. Juni 1927 in Sofia) war ein bulgarischer Literaturhistoriker und -kritiker.

## Leben
Penew studierte Slawistik in Sofia und war ab 1925 als Professor an der Universität Sofia tätig.
In seiner wissenschaftlichen Arbeit befasste er sich mit der Geschichte der bulgarischen Literatur. Ein Schwerpunkt lag dabei vor allem auf der Zeit der Bulgarischen Wiedergeburt.

## Werke (Auswahl)
- Geschichte der neuen bulgarischen Literatur, vier Bände, 1930 bis 1936